# Вясёлка
«Вясёлка» (бел. «Вясёлка» — «Радуга») — белорусский ежемесячный журнал для детей. Предназначен в основном для читателей младшего школьного возраста, некоторые материалы доступны и для чтения дошкольникам. Среди журналов, издаваемых в Республике Беларусь для разных возрастных групп детей, стоит между журналом-раскраской для дошкольников «Буся» и журналом для среднего и старшего школьного возраста «Бярозка».
Первый номер журнала вышел 20 апреля 1957 года.
С 25 августа 2021 г. журналы «Вясёлка» и «Буся» выходят в издательстве «Адукацыя i выхаванне».

## Публикации
Публикует преимущественно литературно-художественные произведения и материалы на общественные темы, разные по объёму и сложности — как для самостоятельного чтения детьми 6 — 10 лет, так и для чтения детям взрослыми или более старшими школьниками.
Печатает рассказы, сказки, стихи белорусских писателей, переводы, загадки, ребусы, головоломки, песни белорусских композиторов для детей. Рассказывает о культуре и истории Беларуси и других стран. Ведёт литературное образование и морально-этическое воспитание своих читателей. Предпочтение отдаётся сказкам, которые пропагандируют добро и справедливость, взаимовыручку.
Самый популярный белорусский детский журнал, в советские времена тираж составлял 100 тыс. экземпляров.
Редакция «Вясёлки» является также основателем журнала-раскраски для дошкольников «Буся». До начала издания «Буси» (август 2013) «Вясёлка» была единым белорусским периодическим изданием для детей как дошкольного, так и младшего школьного возраста.

## Сайт
С февраля 2011 года действует сайт журнала, на котором размещены сказки и детские стихотворения. В произведениях точно расставлены моральные акценты, и это относится как к фольклорным сказкам («Королевич, волшебник и его дочка», «Заяц и ёжик», «Дятел, лисица и ворона» и др.), так и к литературным произведениям со сказочным сюжетом («Смышлёный кот и шляхетский сын» О. Грушецкого, «Принцесса Румзанида в Стране Кукол» Е. Масло, «Про кошачьего короля и мышку-принцессу» Р. Боровиковой, «Аист и аистята» Я. Лёсика и др.).

## Главные редакторы
- Василий Витка (1957—1974)
- Евдокия Лось (1974—1976)
- Анатолий Гречаников (1976—1978)
- Владимир Липский (1978—2022)
- Анастасия Радикевич (с 2022)

## Некоторые авторы
Алесь Бадак, Алесь Бачило, Раиса Боровикова, Олег Грушецкий, Аверьян Деружинский, Василий Зуёнок, Владимир Каризна, Анатолий Клышко, Елена Масло, Николай Метлицкий, Павел Мисько, Эди Огнецвет, Аксана Спринчан, Василий Хомченко, Николай Чернявский, Алесь Якимович и др.

## Наградыи призы
- Почётная грамота Верховного Совета БССР
- Почётная грамота Совета Министров Республики Беларусь (2006)[7]
- Победитель национального конкурса печатных средств массовой информации «Золотая литера» 2004, 2007, 2010 годов.
- Победитель конкурса «TIBO-2011»[8]